# Imola
Imola [ˈiːmola] ist eine Stadt in Oberitalien (Emilia-Romagna) mit 69.332 Einwohnern (Stand 31. Dezember 2023) in der Metropolitanstadt Bologna. Die Stadt ist der Sitz von zahlreichen Industriebetrieben und bekannt für ihre Motorsportveranstaltungen. Schutzpatron der Stadt ist Cassian von Imola.

## Geografie
Imola liegt etwa 32 Kilometer südöstlich von Bologna an den nordöstlichen Ausläufern des toskanisch-emilianischen Apennin auf 47 m s.l.m. Bei Imola tritt der Fluss Santerno aus dem gleichnamigen Tal in die Po-Ebene. Am südlichen Stadtrand liegt auf der orographisch rechten Flussseite des Santerno das Autodromo Enzo e Dino Ferrari.

## Geschichte
Die Stadt entstand in der Antike, Siedlungen gab es in der näheren Umgebung jedoch bereits lang zuvor. Der aus römischer Zeit bekannte Name der Stadt „Forum Cornelii“ geht auf Gründer Lucius Cornelius Sulla zurück. Der Name Imola bedeutet grob übersetzt ‚dort drüben‘ oder ‚dort unten‘ und ist wohl auf den schönen Ausblick von den umliegenden Hügeln über den Ort zurückzuführen. Wie viele andere römische Städte wurde auch Forum Cornelii an der Straßenkreuzung eines „Decumanus Maximus“ von West nach Ost mit einem „Cardo Maximus“ von Nord nach Süd errichtet.
422 wurde die Stadt zum Bischofssitz erhoben, von dem aus das Bistum Imola geleitet wurde. Im 6. Jahrhundert zerstörten die Langobarden den Ort, woraufhin er – nun endgültig unter dem Namen „Imola“ – neu gegründet wurde. Im 11. Jahrhundert zur freien Stadt erhoben, gelangte er 1262 für dreißig Jahre unter die Herrschaft von Bologna. Aus dem 14. Jahrhundert stammt die „Rocca“ genannte Festung von Imola.
1424 bis 1438 hatte die Mailänder Familie Visconti die Herrschaft über die Stadt inne. 1502 hielt sich Leonardo da Vinci in ihr auf und erstellte Stadtpläne. Zwei Jahre darauf kam Imola in den Besitz der Familie Riario und wurde Teil des Kirchenstaats. 1630 bis 1632 wurde, wie große Teile Italiens, auch Imola von der schwersten Pestwelle getroffen.
1861 ging es an das neu gegründete Königreich Italien über.
Während der Frühjahrsoffensive der Alliierten 1945 beendeten Soldaten des polnischen II. Korps am 14. April 1945 die deutsche Besetzung der Stadt.

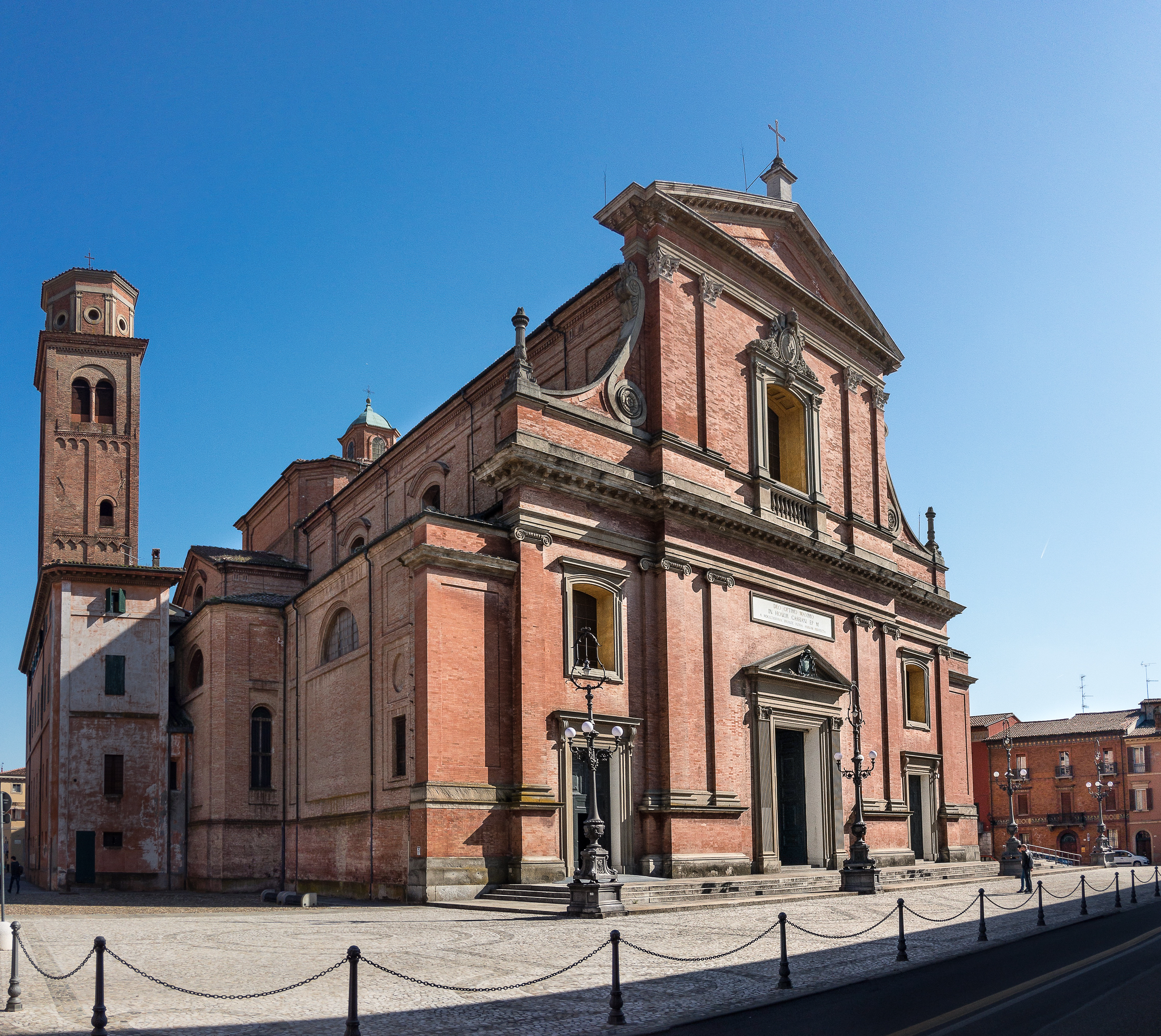
Kathedrale San Cassiano Martire
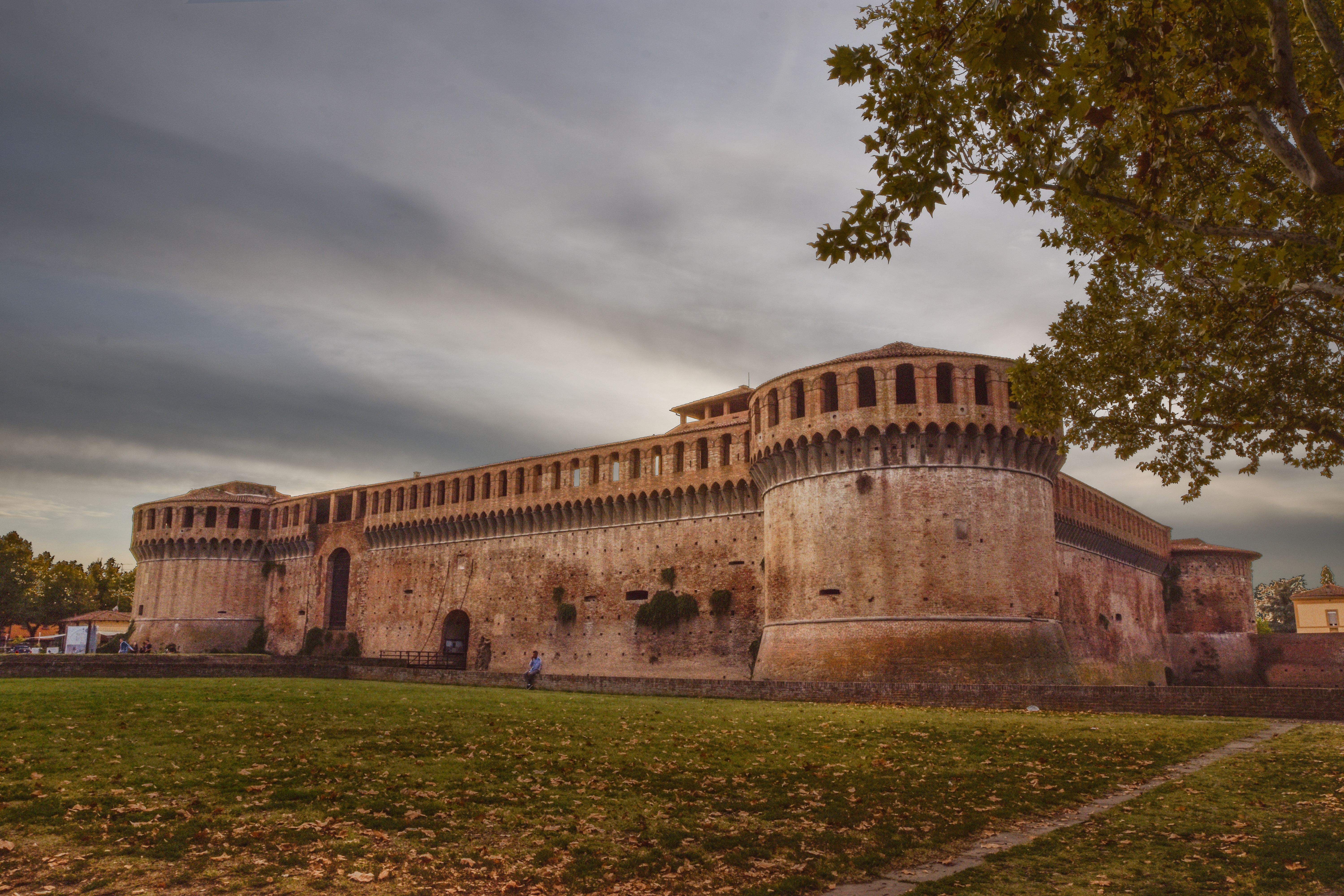
Rocca Sforzesca
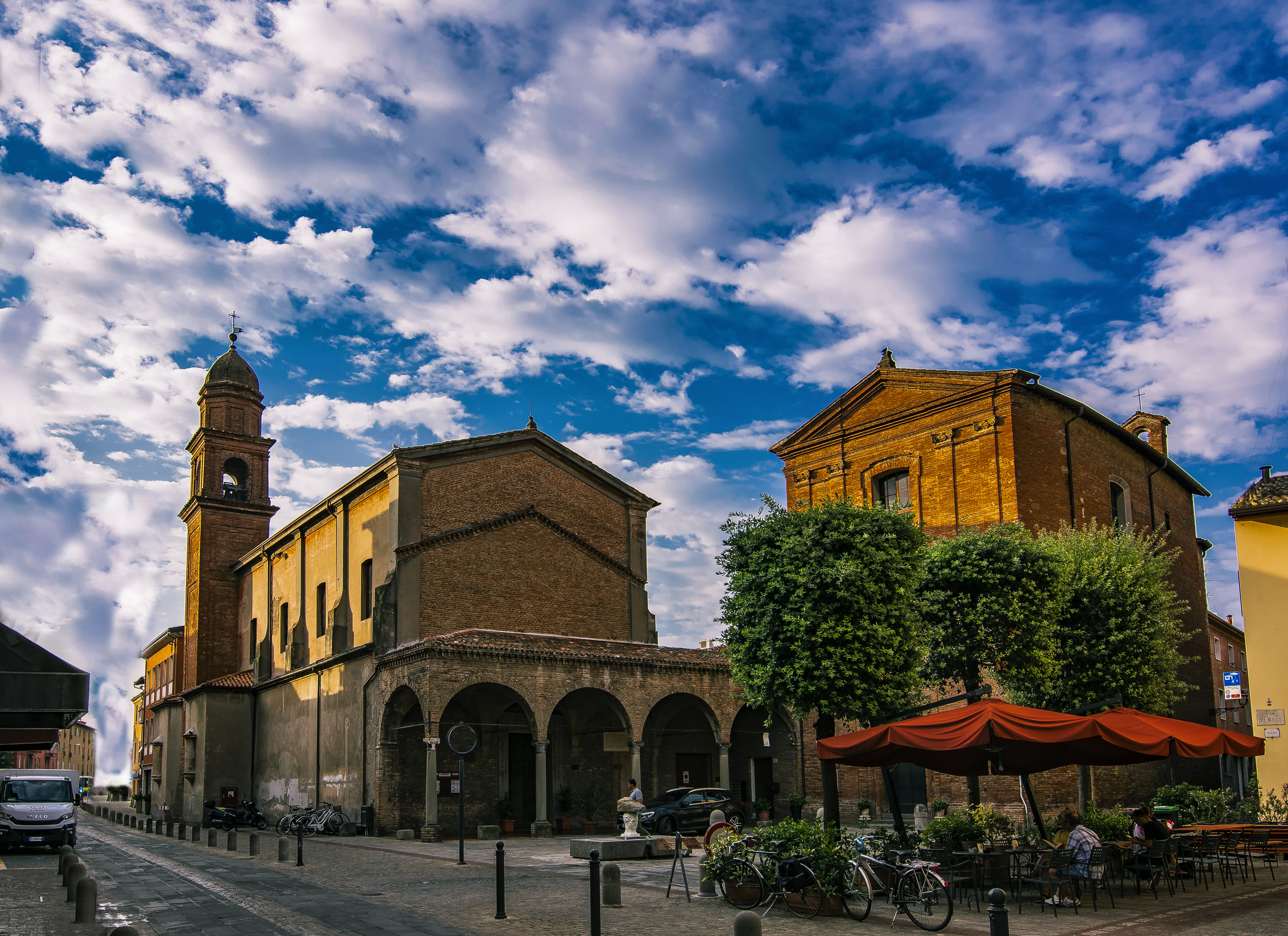
Kirche Santa Maria dei Servi in der Piazza Mirri
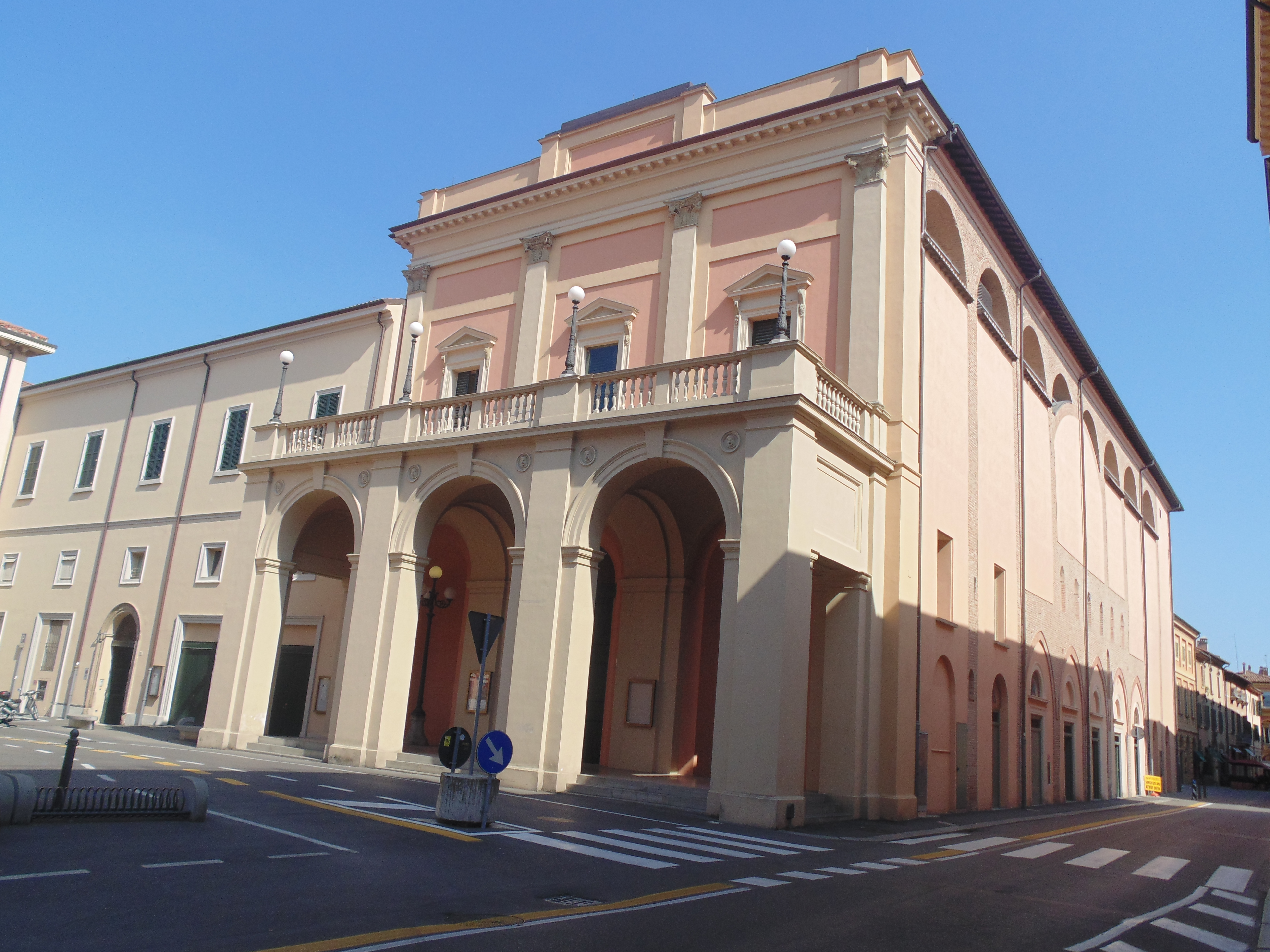
Stadttheater
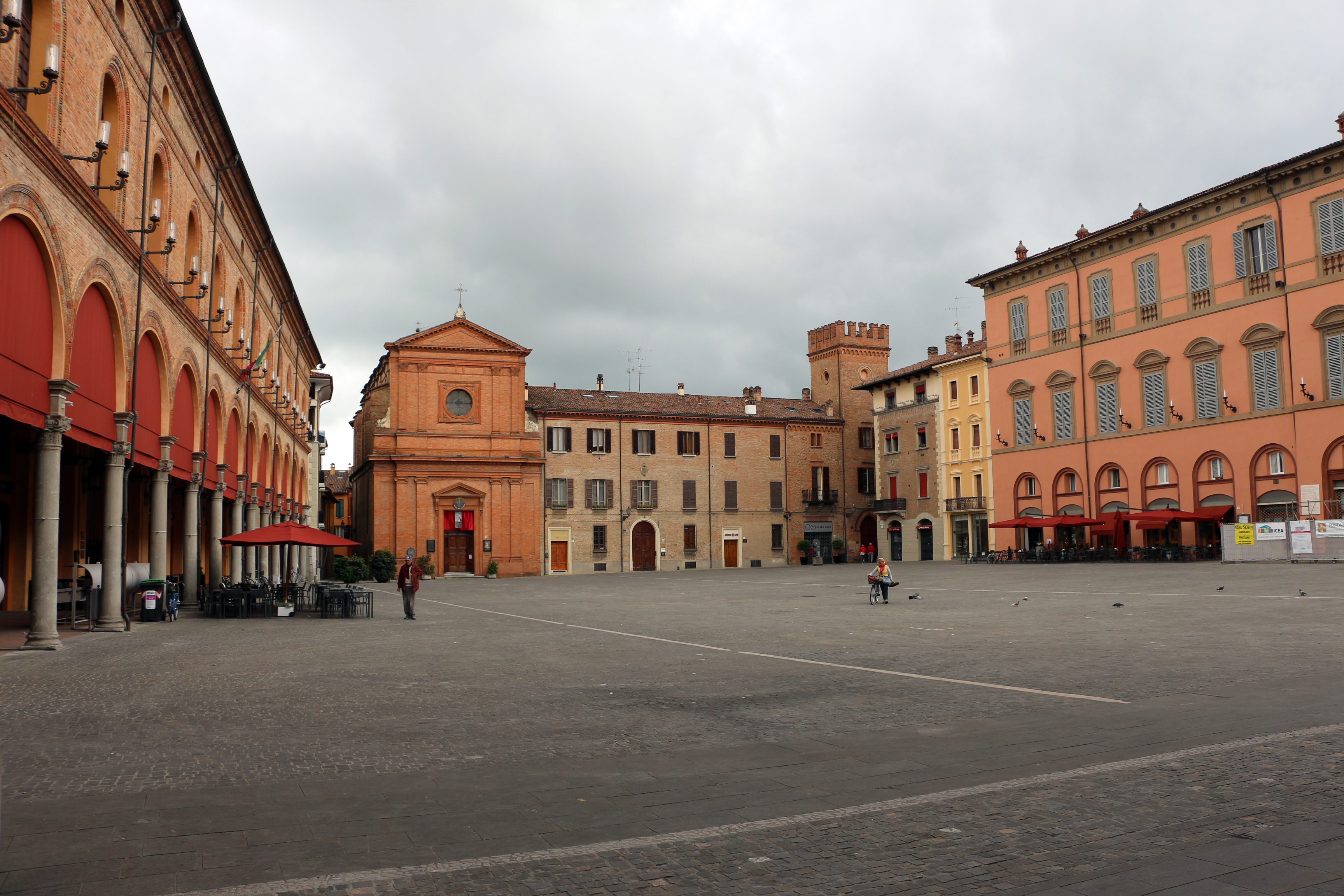
Piazza Matteotti

## Verkehr
Durch Imola führt die Strada statale 9 Via Emilia, die im Wesentlichen der von den Römern errichteten Via Aemilia folgt. Die Stadt liegt an der Bahnstrecke Bologna–Ancona. Bis 1935 war Imola Endbahnhof der mit Dampf betriebenen Straßenbahn Bologna–Imola und bis 1944 Teil der Nebenstrecke Massa Lombarda–Imola–Fontanelice. Nördlich der Stadt führt die Autobahn A14 „Adriatica“ mit der Anschlussstelle Imola vorbei.

## Motorsport
Heute ist Imola im Wesentlichen bekannt als Austragungsort vieler Motorsportveranstaltungen, wie des Formel-1-Rennens „Der Große Preis von San Marino“, der bis 2006 im Autodromo Enzo e Dino Ferrari ausgetragen wurde. Im Jahr 1994 kam hier der mehrfache Formel-1-Weltmeister Ayrton Senna bei einem Rennunfall ums Leben. Schon einen Tag zuvor war es zu einem tödlichen Unfall auf der Strecke gekommen, bei dem der österreichische Formel-1-Pilot Roland Ratzenberger ums Leben gekommen war.

## Söhne und Töchter der Stadt
- Giovanni Manfredi (1324–1373), Condottiere und vierter Herr von Faenza
- Innocenzo Francucci auch Innocenzo da Imola (um 1494–1550), Maler
- Gedalja ibn Jachja (um 1526–1587), Talmudist und jüdischer Chronist
- Antonio Abbondanti (1590–1653), Dichter und Schriftsteller
- Antonio Maria Valsalva (1666–1723), Anatom und Chirurg
- Cosimo Morelli (1732–1812), Architekt[2]
- Antonio Domenico Gamberini (1760–1841), Bischof und Kardinal
- Sebastiano Galeati (1822–1901), Erzbischof von Ravenna und Kardinal
- Giuseppe Mirri (1834–1907), Offizier und Politiker
- Andrea Costa (1851–1910), zunächst Anarchist, später sozialistischer Politiker
- Gastone Gambara (1890–1962), General
- Galvano Della Volpe (1895–1968), Philosophiehistoriker, Philosoph und Marxist
- Mimo Billi (1910–1974), Schauspieler
- Diego Ronchini (1935–2003), Radrennfahrer und Teammanager
- Franco Scala (* 1937), Pianist und Klavierlehrer
- Massimo Montanari (* 1949), Historiker
- Giuliano Poletti (* 1951), Politiker
- Fausto Gresini (1961–2021), Motorradrennfahrer
- Vincenzo Maenza (* 1962), Ringer
- Moreno Mannini (* 1962), Fußballspieler
- Roberto Pelliconi (* 1962), Radrennfahrer und Sportlicher Leiter
- Giancarlo Marocchi (* 1965), Fußballspieler
- Stefano Domenicali (* 1965), Manager und Motorsportfunktionär
- Camilla Scala (* 1994), Tennisspielerin
- Elena Pietrini (* 2000), Volleyballspielerin

## Städtepartnerschaften
- Pula,  Kroatien, seit 2001
- Gennevilliers,  Frankreich, seit 2002
- Weinheim,  Deutschland, seit 2003
- Colchester,  Vereinigtes Königreich, seit 2005